# Вікові соснові насадження (заповідне урочище)
Вікові́ сосно́ві наса́дження — лісове заповідне урочище в Україні. Розташоване в межах Сарненського району Рівненської області, на південний захід від села Бутейки. 
Площа 16 га. Статус надано згідно з рішенням облради № 213 від 13.10.1993 року. Перебуває у віданні ДП «Березнівський лісгосп» (Степанське л-во, кв. 29, вид. 1). 
Статус присвоєно для збереження частини лісового масиву з цінними насадженнями сосни. 